# Razdrto (Postojna)
Pour les articles homonymes, voir Razdrto.
Razdrto (en allemand, Präwald ; en italien, Resderta ou Prevallo) est un village de Slovénie, dépendant de la municipalité de Postojna, en Carniole-Intérieure. Il se trouve à une vingtaine de kilomètres à l'ouest de la ville de Postojna.

## Géographie

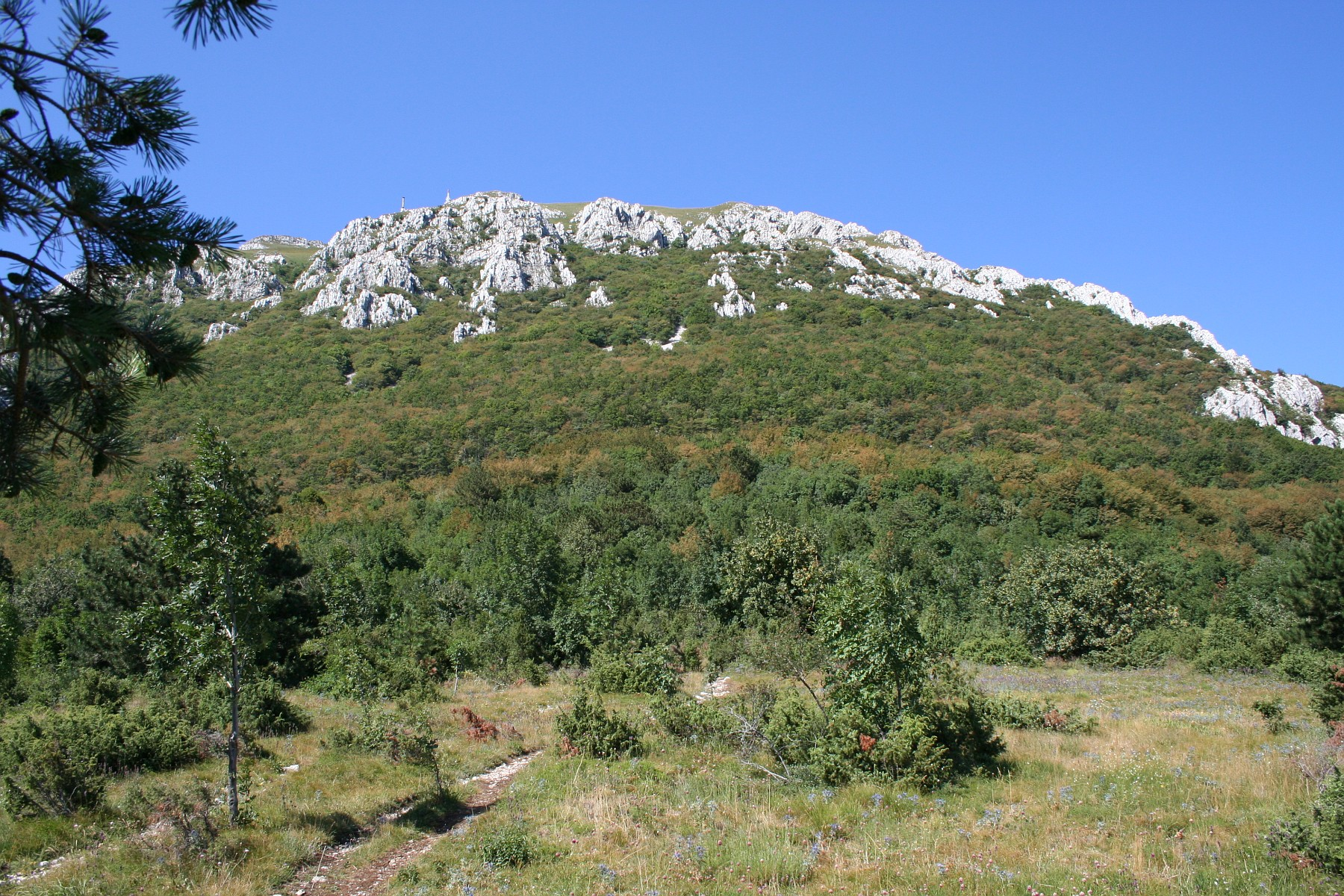
Le mont Pleša au-dessus de Razdrto

Razdrto est situé au pied du petit massif du Nanos, à 2 km au sud du mont Pleša dont le séparent des pentes très abruptes. L'autoroute A1 reliant Trieste et Koper à Ljubljana contourne le village par le nord-ouest et comporte une sortie (no 42) à cet endroit ; la voie rapide H4 venant de Nova Gorica/Gorizia rejoint l'autoroute près du village.
Le site correspond à un col à une altitude un peu inférieure à 600 m.

## Histoire
Le col de Razdrto (de) a été depuis la plus haute antiquité un point de passage naturel et un carrefour entre les routes menant vers le Frioul par la vallée de la Vipava, vers l'Adriatique et la côte dalmate et vers les plaines danubiennes par le col de Postojna. L'archéologie et les témoignages littéraires montrent son importance aussi bien comme itinéraire commercial que comme voie d'invasion. À proximité immédiate de Razdrto ont été fouillés plusieurs sites de la période de La Tène : Mandrga, Preval.
Razdrto continue par la suite à avoir ce rôle de point de jonction entre le monde danubien et le monde méditerranéen comme le montrent les récits de voyageurs.

## Lieux et monuments
- L'église de la Sainte Trinité, du XVIIIe siècle.

## Tourisme
Razdrto est un bon point de départ pour des randonnées de niveau facile à modéré sur le Nanos, par exemple vers le Pleša et l'église Saint-Jérôme. Le village se trouve sur l'itinéraire rouge de la Via Alpina, entre les étapes R3 et R4.